# 察里昌卡 (韃靼布納雷區)
45°51′13″N 29°55′18″E / 45.85361°N 29.92167°E
察里昌卡（烏克蘭語：Царичанка）是位於烏克蘭西南部的村莊，由敖德萨州裡比爾霍羅德-德涅斯特羅夫斯基區的迪維濟亞市鎮負責管轄。該村始建於1902年，面積0.28平方公里，海拔高度5米，2001年人口60，人口密度每平方公里214.29人。